# سالاس د لس اینفانتس
سالاس د لس اینفانتس (به اسپانیایی: Salas de los Infantes) یک شهرستان در اسپانیا است که در Sierra de la Demanda واقع شده‌است.

## خصوصیات
سالاس د لس اینفانتس ۳۱٫۳۱۹ کیلومترمربع مساحت و ۲٬۱۴۶ نفر جمعیت دارد و ۹۶۴ متر بالاتر از سطح دریا واقع شده‌است.